# リオセントロ
座標: 南緯22度58分45秒 西経43度24分48秒 / 南緯22.97917度 西経43.41333度
リオセントロ（Riocentro）は、ブラジルのリオデジャネイロのバハ・ダ・チジューカ地区にあるラテンアメリカ最大のコンベンション・センターである。

## 概要
リオセントロは1977年に開館し、1992年には環境と開発に関する国際連合会議（地球サミット）が開催された。2007年にパンアメリカン競技大会の様々な競技種目がリオセントロの複数のパビリオンで開催された。スポーツ競技大会の際の収容人数は2,000人から4,500人程度である。2014 FIFAワールドカップでは国際メディアセンターとして利用された。リオデジャネイロ市が2016年の夏季オリンピック・パラリンピックの開催都市に立候補し、2009年10月に開催権を獲得した際、6つのパビリオンのうち4つを競技会場として使用する提案がなされた。パビリオン2はオリンピックのボクシング競技、パビリオン3はオリンピックとパラリンピックの卓球競技、パビリオン4はバドミントン競技、パビリオン6はオリンピックのウエイトリフティング競技とパラリンピックのパワーリフティング競技の会場として使用される予定である。